# Csetényi Csaba (labdarúgó)
Csetényi Csaba (Kalocsa, 1943. május 9. –) labdarúgó, hátvéd, sportvezető.

## Pályafutása

### Játékosként
1965-ig a Sashalom labdarúgója volt. Ezt követően a soroksári Egyetértés színeiben játszott, majd az NB I B. bajnokság megnyerését követően az NB I.-be került csapat fuzionált az MTK-val MTK-WM Egyetértés néven. Ezt követően már az MTK-VM csapatában játszott. 1968-ban magyar kupagyőztes, 1976-ban kupadöntős, az 1976–77-es KEK idényben a negyeddöntőben esett ki a csapattal a későbbi győztes Hamburger SV-vel szemben. Az MTK-ban összesen 308 bajnoki mérkőzésen szerepelt és 6 gólt szerzett. 1977-ben fejezte be az aktív labdarúgást.
Az 1976-77-es KEK-idényben a 4–1-es idegenbeli győzelmet arattak a Dinamó Tbiliszi csapata ellen, az akkor az egyik legnagyobbnak számító 110.000 főt befogadó stadionban.

### Sportvezetőként
1977 és 1982 között az MTK-VM technikai vezetője volt.

## Sikerei, díjai
- Magyar bajnokság
  - 5.: 1970–71
- Magyar kupa (MNK)
  - győztes: 1968
  - döntős: 1976
- Kupagyőztesek Európa-kupája (KEK)
  - negyeddöntős: 1976–77